# Aclis rushi
Aclis rushi är en snäckart som beskrevs av Bartsch 1911. Aclis rushi ingår i släktet Aclis och familjen Aclididae. Inga underarter finns listade i Catalogue of Life.